# Lorena Miranda
Pour les articles homonymes, voir Miranda.
Lorena Miranda, née le 7 avril 1991 à Ceuta, est une joueuse espagnole de water-polo. Elle a représenté l'équipe d'Espagne de water-polo féminin lors des Jeux olympiques d'été de 2012 de Londres, et y a obtenu une médaille d'argent. Elle a également été championne du monde aux Championnats du monde de natation 2013 à Barcelone.